# Asselborn
Asselborn (en luxemburguès: Aasselbuer) és una vila de la comuna de Wincrange, situada al districte de Diekirch del cantó de Clervaux. Està a uns 55 km de distància de la ciutat de Luxemburg.

## Geografia
Asselborn es troba en un pujol. El punt més alt del poble està a 479 metres sobre el nivell de mar. Està envoltat de camps i prades, però molt pocs boscos.